# Troïka (attraction)

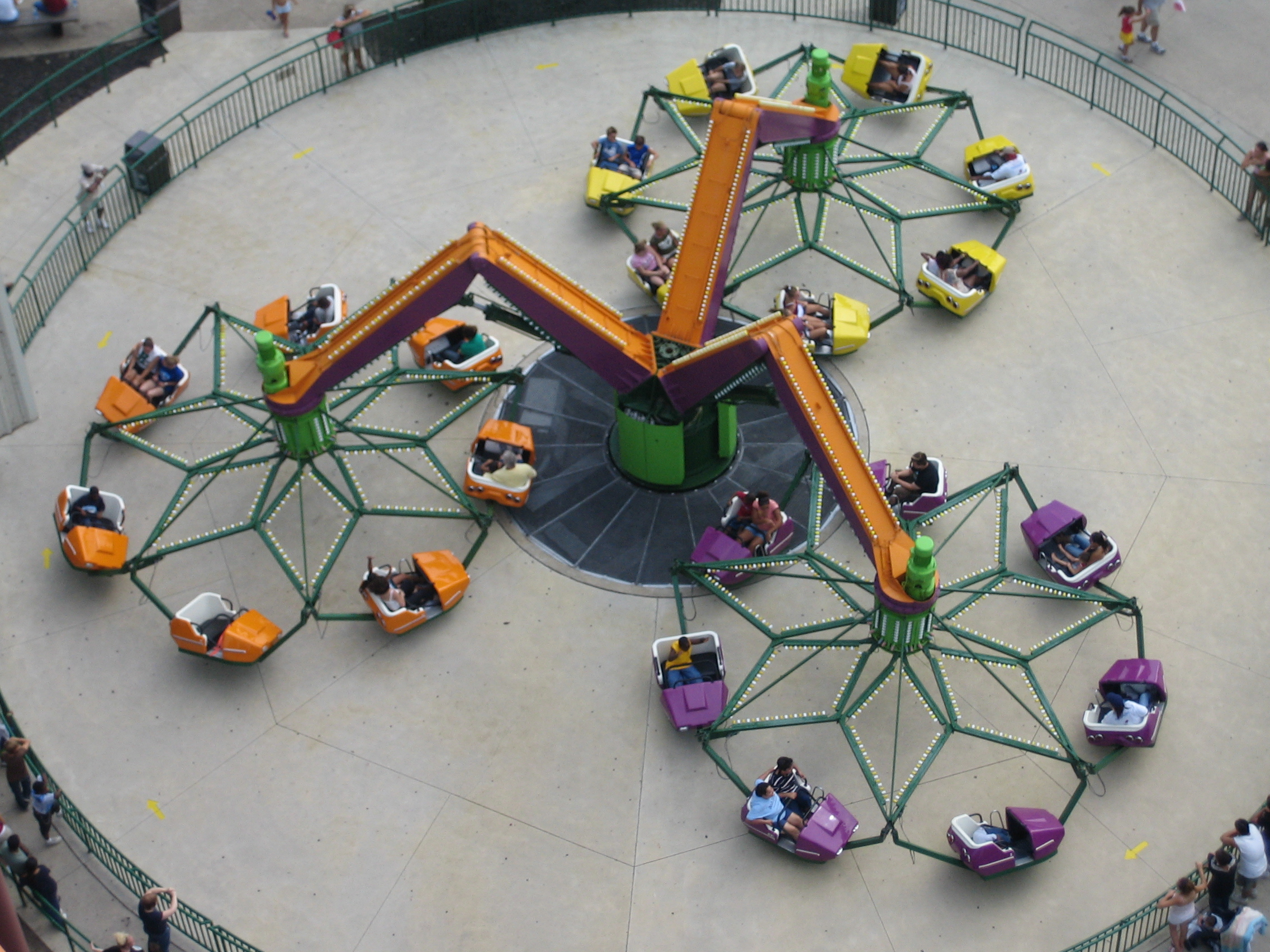
Troïka à Cedar Point.

Le Troïka est un type d'attraction fabriqué par Huss Park Attractions depuis la fin des années 1970. Ce manège existe dans une version transportable utilisée dans les fêtes foraines et foires ainsi que d'une version fixe pour les parcs d'attractions.

## Concept et fonctionnement
Un Troïka est un manège composé de 3 bras fixés autour d'un axe central. Au bout de chaque bras une roue horizontale avec une armature en étoile qui supporte sur son pourtour sept wagonnets. Chacun peut contenir 2 personnes côte à côte. 
Quand l'attraction est mise en route, l'axe central se met à tourner dans le sens des aiguilles d'une montre pendant que les étoiles au bout des bras exercent une rotation dans le sens inverse. Les bras sont alors élevés grâce à des pistons hydrauliques jusqu'à un angle de 40°. Les wagonnets ont une certaine liberté leur permettant de légèrement se balancer. À la fin du tour les bras redescendent et le manège arrête de tourner.
L'attraction est plutôt modérée et est donc accessible aux plus jeunes contrairement à d'autres créations de Huss Park Attractions comme Enterprise ou Top Spin.

## Attractions similaires
La version de Tivoli Enterprises nommée Scorpion est basée sur le modèle du Troïka de Huss Park Attractions, mais les wagonnets sont plus petits et le diamètre des étoiles réduit ce qui augmente la vitesse et accentue la force centrifuge exercée sur les passagers.

## Quelques modèles
| Nom                      | Parc                            | Pays        | Années      |
| ------------------------ | ------------------------------- | ----------- | ----------- |
| Adrenaline Test Zone     | Calaway Park                    | Canada      |             |
| Aigle Noir               | OK Corral                       | France      |             |
| Crazy Legs               | Six Flags Over Texas            | États-Unis  | 2006        |
| Crow's Nest              | Loudoun Castle                  | Royaume-Uni |             |
| Do-Si-Do                 | Carowinds                       | États-Unis  | 2017        |
| Gator Bait               | Six Flags New Orleans           | États-Unis  | 2000 - 2005 |
| Goldcurse                | Drievliet                       | Pays-Bas    |             |
| Kaleidoscope             | Dorney Park & Wildwater Kingdom | États-Unis  | 2017        |
| Le Diablo                | La Ronde                        | Canada      | 1978 - 2003 |
| Mustang Runner           | Worlds of Fun                   | États-Unis  | 2017        |
| Scorpion                 | Kraus-Park                      | Serbie      |             |
| Scorpion                 | Adventure Island                | Royaume-Uni | 2001        |
| Thrillbilly              | Darien Lake                     | États-Unis  | 1979 - 1984 |
| Tomahawk                 | Attractiepark Slagharen         | Pays-Bas    | 1996        |
| Triple Play              | Six Flags Great America         | États-Unis  | 1976        |
| Triple Play              | California's Great America      | États-Unis  | 1976 - 2004 |
| Triple Spin              | Kings Dominion                  | États-Unis  | 2002        |
| Troïka                   | Pleasurewood Hills              | Royaume-Uni |             |
| Troïka                   | Bobbejaanland                   | Belgique    | 1982 - 2005 |
| Troïka                   | Fort Fun Abenteuerland          | Allemagne   | 1989 - 1995 |
| Troïka                   | Linnanmäki                      | Finlande    | 1974 - 1975 |
| Troïka                   | Särkänniemi                     | Finlande    | 1975        |
| Troïka                   | Cedar Point                     | États-Unis  | 1976        |
| Troïka                   | Palace Playland                 | États-Unis  |             |
| Troïka                   | Elitch Gardens                  | États-Unis  | 1977        |
| Troïka                   | Kings Island                    | États-Unis  | 1975        |
| Troïka                   | Fun Spot Amusement Park         | États-Unis  |             |
| Tumblebug                | Luna Park Sydney                | Australie   | 1995        |
| Warp 2000                | Six Flags AstroWorld            | États-Unis  | 1981 - 2005 |
| Wellenreiter             | Hansa-Park                      | Allemagne   | 1978        |
| Wild Flower / Wild Rider | Six Flags Great Adventure       | États-Unis  | 1975 - 1977 |
| Zig-Zag                  | Flamingo Land                   | Royaume-Uni | 1994 - 2006 |